# 1288 Santa
1288 Santa este un asteroid din centura principală, descoperit pe 26 august 1933, de Eugène Delporte.